# Прериальский переворот
Переворот 30 прериаля VII года (фр. Coup d'État du 30 prairial an VII), также известный как Прериальский переворот или Месть Советов (фр. Revanche des consils), был бескровным переворотом, произошедшим во Франции 18 июня 1799 года (30 прериаля VII года по французскому республиканскому календарю). Он стал результатом борьбы за власть между Советами (Совет старейшин и Совет пятисот), законодательными органами Директории, и самой Директорией, исполнительным органом. Он сделал Эмманюэля Жозефа Сийеса доминирующей фигурой во французском правительстве. За победой неоякобинских сил последовала перетасовка кабинета министров в их пользу.
Прериальский переворот стал прообразом переворота 18 брюмера, который привёл к власти Наполеона Бонапарта.

## Предыстория
На 1 прериаля VII года (20 мая 1799 года) политическая и военная обстановка Франции были весьма тяжёлыми. Мантуя и Турин были окружены русскими войсками, подошедшими к ним через Альпы. По всей стране, особенно на юге, роялисты вели агитацию и готовились поднять восстание.
Выборы 315 новых депутатов в обе палаты французского парламента в марте-апреле 1799 года привели к появлению в них нового неоякобинского большинства, особенно в нижней палате. Совет пятисот — нижняя палата законодательного органа при Директории — был недоволен тем, как директора ведут войну Второй коалиции. В частности их возмущал отзыв генерала Шампионне, бывшего якобинца, и отсутствие помощи якобинцам в Италии, Швейцарии и Германии. Директория же игнорировала эти претензии, что усугубляло раскол между ветвями власти.

## Переворот

### Интриги Сьейеса
История переворота началась с введения в число директоров антиякобинца Сьейеса, который занял свой пост 21 прериаля (9 июня) 1799 года. Он в некоторой степени разделял мнение Совета, и это, вероятно, помогло ему получить назначении на должность. Он был бы рад отстранению от власти своих консервативных коллег (Трельяра, де Ларевельер-Лепо и Мерлена), и для достижения своих целей не имел ничего против сотрудничества с якобинскими генералами. Сьейес достиг соглашения с другим директором, Баррасом, ветераном Директории с 1795 года, широко известным своей хитростью. Он также заручился поддержкой якобинцев, возглавляемых Люсьеном Бонапартом, и достиг договорённости с армией, в частности, с генералом Жубером.

### Отстранение Трельяра
Кризис начался 27 прериаля (15 июня), когда Советы заметили, что директора не ответили на запрос о военной ситуации в Республике. На следующий день, по предложению Пуллена де Гранпре, Советы отправили новый запрос и объявили о бессрочном заседании, пока не будет получен ответ. Два часа спустя Директория в свою очередь заявила о том, что будет бессрочно заседать, пока не будет написан ответ на запрос Советов.
Советы отреагировали, собрав заседание своих комитетов. Примерно в 11 часов вечера депутат Бергасс с трибуны Совета пятисот объявил, что избрание Трельяра, произошедшее почти годом ранее, было незаконным, так как он был избран год спустя окончания своего депутатского мандата. Оба Совета проголосовали за акт, объявляющий избрание директора Трельяра незаконным.
Узнав об этом, де Ларевельер-Лепо и Мерлен посоветовали Трельяру сопротивляться, но тот предпочёл добровольно покинуть Директорию. Разумеется, Баррас и Сьейес не стали его отговаривать.
Отстранение Трельяра стало, помимо прочего, хитроумным ходом Советов, которые стремились избежать путча. Тот был возможен, если бы в Директории сложилось большинство из трёх директоров; теперь же они оказали поделены пополам (группа де Ларевельер-Лепо и Мерлена против группы Барраса и Сьейеса).

### Атака Советов на де Ларевельер-Лепо и Мерлена
На следующий день, 29 прериаля (17 июня), Совет пятисот собрался, чтобы выбрать замену Трельяру. В списке кандидатов 5 человек из 10 оказались генералами (в их числе были Массена, Лефевр и Мулен). Совет был шокирован таким лоббированием военных, и предпочёл выбрать Луи Гойе, бывшего якобинского депутата и министра во время Национального конвента.
В тот же день Директория послала Совету пятисот заявление, в котором опровергала любые слухи о возможном перевороте и сожалела о расколе между законодательной и исполнительной ветвями власти. Для составления ответа Совет назначил комиссию из 11 членов, многие из которых были якобинцами.
30 прериаля (18 июня) на заседании Совета пятисот Бертран дю Кальвадо произнёс гневную речь, обличая директоров де Ларевельер-Лепо и Мерлена в неподобающем отношении к Совету в последние два года: «Вы разрушили общественный порядок, отняли нашу свободу, преследовали республиканцев, оборвали перья с наших крыльев». Он также обрушился с критикой на генерала Шерера, который проиграл войну в Италии. Вскоре после этого депутат Антуан, граф Буле де ла Мёрт, которого обычно считали умеренным, сообщил, что предыдущим днём де Ларевельер-Лепо пытался сопротивляться решению Союза, и потребовал отставки директоров де Ларевельер-Лепо и Мерлена, утверждая, что они задумали антиякобинский переворот. По предложению Франсе де Нанта депутаты приняли закон, согласно которому «все посягнувшие на национальный суверенитет объявлются вне закона».

### Отставка двух директоров
В тот же день Баррас и Сьейес попытались убедить де Ларевельер-Лепо и Мерлена добровольно подать в отставку, но те отказались. Дневное заседание Директории было посвящено этому вопросу. Баррас вышел из себя, взбешённый упорством Мерлена. Журдан и Буле также уговаривали директоров подать в отставку, не доводя дело до вооружённого столкновения. Это не было пустой угрозой — генерал Жубер, недавно назначенный командиром 17-й военной дивизии в Париже, организовал перемещение войск к столице. Совет старейшин также прислал для убеждения директоров делегацию из 12 депутатов, во главе которой стоял будущий бонапартист Ренье.
Наконец Мерлен не выдержал нажима и согласился уйти с поста директора. Узнав об этом, де Ларевельер-Лепо также сдался. К вечеру 18 июня де Ларевельер-Лепо и Мерлен подали прошение об отставке.
Хотя ничто в этой последовательности событий формально не нарушало конституцию Франции 1795 года, обычно это считается переворотом.

### Выборы Дюко и Мулена
На следующий день, 1 мессидора (19 июня) Советы встретились для выбора преемника Мерлена. Старейшины вновь предпочли военным кандидатам гражданского; им стал Дюко. На следующий день выбирали преемника де Ларевельер-Лепо, и в этот раз их принудили выбрать военного; им стал генерал Мулен.
Все три новых директора были «флореалистами» (сторонниками закона от 22 флореаля VI года, который отстранил от власти 106 якобинских депутатов), что явно демонстрировало подъём неоякобинских сил.

## Последствия

### Победа левых и генералов
Переворот сильно пошатнул престиж Директории. Союз Сьейеса и Барраса оказался лишь временным, и вскоре они вступили в противоборство между собой. Директория вновь оказалась расколотой на две части. В одной, придерживающейся якобинских тенденций, были Баррас, Мулен и Гойе, а Сьейес и Дюко сформировали лагерь «ревизионистов».
Баррас, который не хотел или не мог явно встать во главе якобинцев во время отстранения двух директоров, быстро потерял влияние и оказался под атаками как умеренных, так и левых сил. В военном отношении он мог рассчитывать лишь на Бернадота, которого ввёл в правительство.
После событий 30 прериаля власть Советов несколько укрепилась, но оставалась чисто парламентарской. Также упрочилось влияние генералов: Бернадот был назначен министром вооружённых сил, а Журдан получил командование Итальянской армией. Шампионне торжествовал: он был освобождён от всех обвинений и почти тут же снова получил командование. Через несколько недель были отозваны гражданские комиссары, которые наблюдали за генералами, к явной радости последних.

### Перетасовка кабинета министров
Были сменены главы основных министерств. Франсуа де Нёфшато уступил пост министра внутренних дел Квинету, а Дюваль пост министра полиции Бургиньону. Военного министра Миле де Мюро, подозреваемого в роялизме, сменил якобинец Бернадот, выдвинутый Баррасом. 2 термидора (20 июля) Талейран предпочёл уйти в отставку в пользу Рейнара, человека Сьейеса. Камбасерес, которого одно время прочили в Директорию, получил пост министера юстиции.
Неожиданным было возвращение бывшего члена Комитета общественного спасения Линде, назначенного министром финансов. Наконец, 12 термидора (30 июля) министром военно-морского флота был назначен Бурдон де Ватри.